# Feel (animación)
Feel Co,. Ltd. (有限会社フィール Yūgen gaisha Fīru?), conocido como Estudio Feel, y estilizado como feels, es un estudio de animación establecido en Japón por el expersonal del Pierrot que se especializa en la producción de anime.

## Historia
Feel se estableció en Koganei, Tokio el 26 de diciembre de 2002 por el expersonal de Studio Pierrot. Hasta la fecha, el estudio ha presentado varios trabajos conocidos, incluyendo Kissxsis, Outbreak Company, Yahari Ore no Seishun Love Come wa Machigatteiru temporada 2 y 3, Dagashi Kashi, Tsuki ga Kirei y Hinamatsuri.

## Trabajos

#### Series de televisión
| Año  | Título                                                  | Director(es)         | Fecha de primera transmisión | Fecha de última transmisión | Eps. | Notas | Refs.                |
| ---- | ------------------------------------------------------- | -------------------- | ---------------------------- | --------------------------- | ---- | --- | -------------------- |
| 2005 | Jinki: Extend                                           | Masahiko Murata      | 5 de enero de 2005           | 23 de marzo de 2005         | 12   | Adaptación del manga escrito e ilustrado por Shirō Tsunashima.                                                |                      |
| 2005 | Futakoi Alternative                                     | Takayuki Hirao       | 7 de abril de 2005           | 30 de junio de 2005         | 13   | Historia original. Coproducción junto a Studio Flag y Ufotable                                                |                      |
| 2005 | Da Capo: Second Season                                  | Munenori Nawa        | 2 de julio de 2005           | 24 de diciembre de 2005     | 26   | Secuela de Da Capo                                                                                            |                      |
| 2006 | Otome wa Boku ni Koishiteru                             | Munenori Nawa        | 8 de octubre de 2006         | 24 de diciembre de 2006     | 12   | Adaptación de la novela visual desarrollada por Caramel Box.                                                  |                      |
| 2007 | Nagasarete Airantou                                     | Hideki Okamoto       | 4 de abril de 2007           | 26 de septiembre de 2007    | 26   | Adaptación del manga escrito e ilustrado por Takeshi Fujishiro.                                               |                      |
| 2007 | Da Capo II                                              | Hideki Okamoto       | 1 de octubre de 2007         | 24 de diciembre de 2007     | 13   | Secuela de la serie Da Capo                                                                                   | [ 4 ]                |
| 2008 | Da Capo II: Second Season                               | Hideki Okamoto       | 5 de abril de 2008           | 28 de junio de 2008         | 13   | Secuela de Da Capo II                                                                                         |                      |
| 2008 | Shikabane Hime: Aka                                     | Masahiko Murata      | 2 de octubre de 2008         | 25 de diciembre de 2008     | 13   | Adaptación del manga escrito e ilustrado por Yoshiichi Akahito. Coproducción junto a Gainax                   |                      |
| 2009 | Shikabane Hime: Kuro                                    | Masahiko Murata      | 1 de enero de 2009           | 3 de abril de 2009          | 12   | Secuela de Shikabane Hime: Aka. Coproducción junto a Gainax                                                   |                      |
| 2009 | Kanamemo                                                | Shigehito Takayanagi | 5 de julio de 2009           | 27 de septiembre de 2009    | 13   | Adaptación del manga escrito e ilustrado por Shoko Iwami.                                                     |                      |
| 2010 | Kiss×sis                                                | Munenori Nawa        | 4 de abril de 2010           | 21 de junio de 2010         | 12   | Adaptación del manga escrito e ilustrado por Bow Ditama.                                                      | [ 5 ]                |
| 2010 | Yosuga no Sora                                          | Takeo Takahashi      | 4 de octubre de 2010         | 20 de diciembre de 2010     | 12   | Adaptación de la novela visual desarrollada por Sphere.                                                       | [ 6 ]                |
| 2010 | Fortune Arterial: Akai Yakusoku                         | Munenori Nawa        | 8 de octubre de 2010         | 24 de diciembre de 2010     | 12   | Adaptación de la novela visual desarrollada por August. Coproducción junto a Zexcs                            |                      |
| 2011 | Mayo Chiki!                                             | Keiichiro Kawaguchi  | 7 de julio de 2011           | 29 de septiembre de 2011    | 13   | Adaptación de las novelas ligeras escritas por Hajime Asano e ilustradas por Seiji Kikuchi.                   | [ 7 ]                |
| 2012 | Papa no Iukoto o Kikinasai!                             | Itsuro Kawasaki      | 10 de enero de 2012          | 28 de marzo de 2012         | 12   | Adaptación de las novelas ligeras escritas por Tomohiro Matsu e ilustradas por Yuka Nakajima.                 |                      |
| 2012 | Dakara Boku wa, H ga Dekinai                            | Takeo Takahashi      | 6 de julio de 2012           | 25 de septiembre de 2012    | 12   | Adaptación de las novelas ligeras escritas por Pan Tachibana e ilustradas por Yoshiaki Katsurai.              | [ 8 ] [ 9 ]          |
| 2013 | Minami-ke: Tadaima                                      | Keiichiro Kawaguchi  | 6 de enero de 2013           | 30 de marzo de 2013         | 13   | Secuela de Minami-ke: Omatase                                                                                 |                      |
| 2013 | Outbreak Company                                        | Kei Oikawa           | 3 de octubre de 2013         | 19 de diciembre de 2013     | 12   | Adaptación de las novelas ligeras escritas por Ichirō Sakaki e ilustradas por Yūgen.                          | [ 10 ]               |
| 2013 | Ketsuekigata-kun!                                       | Yoshihasa Ōyama      | 7 de abril de 2013           | 23 de junio de 2013         | 12   | Adaptación del webtoon surcoreano de Park Dong-sun (Real Crazy Man). Coproducción junto a Assez Finaud Fabric |                      |
| 2014 | Locodol                                                 | Munenori Nawa        | 4 de julio de 2014           | 18 de septiembre de 2014    | 12   | Adaptación del manga yonkoma escrito e ilustrado por Kōtarō Kosugi.                                           |                      |
| 2014 | Jinsei                                                  | Keiichiro Kawaguchi  | 6 de julio de 2014           | 28 de septiembre de 2014    | 13   | Adaptación de las novelas ligeras escritas por Ougyo Kawagishi e ilustradas por Meruchi Nanase.               |                      |
| 2014 | Ushinawareta Mirai wo Motomete                          | Naoto Hosoda         | 4 de octubre de 2014         | 20 de diciembre de 2014     | 12   | Adaptación de la novela visual desarrollada por Trumple.                                                      |                      |
| 2015 | Yahari Ore no Seishun Love Come wa Machigatteiru. Zoku  | Kei Oikawa           | 2 de abril de 2015           | 26 de junio de 2015         | 13   | Secuela de Yahari Ore no Seishun Love Come wa Machigatteiru.                                                  | [ 11 ] [ 12 ] [ 13 ] |
| 2015 | Ketsuekigata-kun! 2                                     | Yoshihasa Ōyama      | 8 de enero de 2015           | 26 de marzo de 2015         | 12   | Secuela de Ketsuekigata-kun! Coproducción junto a Assez Finaud Fabric                                         |                      |
| 2015 | Bikini Warriors                                         | Naoyuki Kuzuya       | 7 de julio de 2015           | 22 de septiembre de 2015    | 12   | Parte de una franquicia de medios de comunicación japonesa. Coproducción junto a PRA                          | [ 14 ] [ 15 ]        |
| 2015 | Suzakinishi The Animation                               | Yoshihiro Hiramine   | 8 de julio de 2015           | 23 de septiembre de 2015    | 12   | Basado en el programa de radio de anime SuzakiNishi de Aya Suzaki y Asuka Nishi.                              |                      |
| 2015 | Makura no Danshi                                        | Sayo Aoi             | 14 de julio de 2015          | 29 de septiembre del 2015   | 12   | Historia original. Coproducción junto a Assez Finaud Fabric                                                   |                      |
| 2015 | Ketsuekigata-kun! 3                                     | Yoshihasa Ōyama      | 13 de octubre de 2015        | 29 de diciembre de 2015     | 12   | Secuela de Ketsuekigata-kun! 2 Coproducción junto a Assez Finaud Fabric y Zexcs                               |                      |
| 2016 | Dagashi Kashi                                           | Shigehito Takayanagi | 7 de enero de 2016           | 31 de marzo de 2016         | 12   | Adaptación del manga escrito e ilustrado por Kotoyama.                                                        | [ 16 ] [ 17 ] [ 18 ] |
| 2016 | Oshiete! Galko-chan                                     | Keiichiro Kawaguchi  | 8 de enero de 2016           | 25 de marzo de 2016         | 12   | Adaptación del manga escrito e ilustrado por Kenya Suzuki.                                                    | [ 19 ] [ 20 ]        |
| 2016 | Ketsuekigata-kun! 4                                     | Yoshihasa Ōyama      | 12 de enero de 2016          | 29 de marzo de 2016         | 12   | Secuela de Ketsuekigata-kun! 3 Coproducción junto a Assez Finaud Fabric y Zexcs                               |                      |
| 2016 | Kono Bijutsubu ni wa Mondai ga Aru!                     | Kei Oikawa           | 7 de julio de 2016           | 21 de septiembre de 2016    | 12   | Adaptación del manga escrito e ilustrado por Imigimuru.                                                       | [ 21 ] [ 22 ]        |
| 2017 | Tsuki ga Kirei                                          | Seiji Kishi          | 6 de abril de 2017           | 29 de junio de 2017         | 12   | Historia original.                                                                                            | [ 23 ] [ 24 ] [ 25 ] |
| 2018 | Hinamatsuri                                             | Kei Oikawa           | 6 de abril de 2018           | 22 de junio de 2018         | 12   | Adaptación del manga escrito e ilustrado por Masao Ōtake.                                                     | [ 26 ]               |
| 2018 | Island                                                  | Keiichiro Kawaguchi  | 1 de julio de 2018           | 16 de septiembre de 2018    | 12   | Adaptación de la novela visual desarrollada por Front Wing.                                                   | [ 27 ]               |
| 2019 | Kono Yuno hate de koi wa utau Shojo                     | Tetsuo Hirakawa      | 2 de abril de 2019           | 2 de octubre de 2019        | 26   | Adaptación del videojuego bishōjo desarrollado por ELF Corporation.                                           | [ 28 ] [ 29 ] [ 30 ] |
| 2020 | Yahari Ore no Seishun Love Comedy wa Machigatteiru: Kan | Kei Oikawa           | 9 de julio de 2020           | 24 de septiembre de 2020    | 12   | Secuela de Yahari Ore no Seishun Love Come wa Machigatteiru. Zoku                                             | [ 31 ] [ 32 ]        |
| 2020 | Ochikobore Fruit Tart                                   | Keiichiro Kawaguchi  | 12 de octubre de 2020        | 28 de diciembre de 2020     | 12   | Adaptación del manga escrito e ilustrado por Sō Hamayumiba.                                                   | [ 33 ] [ 34 ]        |
| 2021 | Bokutachi no Remake                                     | Tomoki Kobayashi     | 3 de julio de 2021           | 25 de septiembre de 2021    | 12   | Adaptación de las novelas ligeras escritas por Nachi Kio e ilustradas por Eretto.                             | [ 35 ]               |
| 2022 | Kumichō Musume to Sewagakari                            | Itsuro Kawasaki      | 7 de julio de 2022           | 22 de septiembre de 2022    | 12   | Adaptación del manga escrito e ilustrado por Tsukiya. Coproducción junto a Gaina                              | [ 36 ]               |
| 2023 | Spy Kyōshitsu                                           | Keiichiro Kawaguchi  | 5 de enero de 2023           | 30 de marzo de 2023         | 12   | Adaptación de las novelas ligeras escritas por Takemachi e ilustradas por Tomari.                             | [ 37 ]               |
| 2023 | Spy Kyōshitsu 2nd Season                                | Keiichiro Kawaguchi  | 13 de julio de 2023          | 28 de septiembre de 2023    | 12   | Secuela de Spy Kyōshitsu.                                                                                     | [ 38 ] [ 39 ]        |
| 2025 | Summer Pockets                                          | Tomoki Kobayashi     | 7 de abril de 2025           | —                           | —    | Adaptación de la novela visual desarrollada por Key.                                                          | [ 40 ] [ 41 ] [ 42 ] |
| 2025 | Chitose-kun wa Ramune Bin no Naka                       | Yūji Tokuno          | Octubre de 2025              | —                           | —    | Adaptación de las novelas ligeras escritas por Hiromu e ilustradas por raemz.                                 | [ 43 ] [ 44 ]        |
| 2025 | Chanto Suenai Kyūketsuki-chan                           | Sayaka Yamai         | Octubre de 2025              | —                           | —    | Adaptación del manga escrito e ilustrado por Kyōsuke Nishiki.                                                 | [ 45 ] [ 46 ]        |

#### ONAs
| Año  | Título                      | Director(es)    | Fecha de primera transmisión | Fecha de última transmisión | Eps. | Notas              | Refs. |
| ---- | --------------------------- | --------------- | ---------------------------- | --------------------------- | ---- | ------------------ | ----- |
| 2017 | Kakuchou Shoujo-kei Trinary | Itsuro Kawasaki | 12 de abril de 2017          | 29 de noviembre de 2017     | 34   | Historia original. |       |

#### OVAs
| Año  | Título | Director(es)        | Fecha de primera transmisión | Fecha de última transmisión | Eps. | Notas                                                                                       | Refs.         |
| ---- | --- | ------------------- | ---------------------------- | --------------------------- | ---- | ------------------------------------------------------------------------------------------- | ------------- |
| 2007 | Strait Jacket                                                                                                   | Shinji Ushiro       | 26 de noviembre de 2007      | 28 de abril de 2008         | 3    | Adaptación de las novelas ligeras escritas por Ichirō Sakaki e ilustradas por Yō Fujishiro. | [ 47 ]        |
| 2008 | Kiss×sis | Munenori Nawa       | 22 de diciembre de 2008      | 6 de abril de 2015          | 12   | Adaptación del manga escrito e ilustrado por Bow Ditama.                                    | [ 48 ] [ 49 ] |
| 2011 | Fortune Arterial: Akai Yakusoku OVA                                                                             | Munenori Nawa       | 23 de febrero de 2011        | 23 de febrero de 2011       | 1    | Secuela de Shikabane Hime: Aka. Coproducción junto a Zexcs.                                 |               |
| 2012 | Papa no Iukoto o Kikinasai! OVA                                                                                 | Itsuro Kawasaki     | 25 de junio de 2013          | 25 de marzo de 2015         | 2    | Secuela de Papa no Iukoto wo Kikinasai!: Pokkapoka.                                         |               |
| 2012 | Minami-ke: Omatase                                                                                              | Keiichiro Kawaguchi | 5 de octubre de 2012         | 5 de octubre de 2012        | 1    | Secuela de Minami-ke: Okaeri.                                                               | [ 50 ]        |
| 2013 | Dakara Boku wa, H ga Dekinai.: Mie Sugi! Mizugi Contest                                                         | Yoshifumi Sueda     | 29 de marzo de 2013          | 29 de marzo de 2013         | 1    | Secuela de Dakara Boku wa, H ga Dekinai.                                                    |               |
| 2013 | Minami-ke: Natsuyasumi                                                                                          | Keiichiro Kawaguchi | 6 de agosto de 2013          | 6 de agosto de 2013         | 1    | Secuela de Minami-ke: Tadaima.                                                              |               |
| 2016 | Yahari Ore no Seishun Love Come wa Machigatteiru. Zoku OVA                                                      | Kei Oikawa          | 27 de octubre de 2016        | 27 de octubre de 2016       | 1    | Adaptación de la novela ligera escrita por Wataru Watari e ilustrada por Ponkan8.           |               |
| 2016 | Bikini Warriors OVA                                                                                             | Naoyuki Kuzuya      | 7 de diciembre de 2016       | 17 de mayo de 2021          | 6    | Secuela de Bikini Warriors Special. Coproducción junto a PRA.                               |               |
| 2017 | Oshiete! Galko-chan: Natsuyasumitte Hontou Desu ka?                                                             | Keiichiro Kawaguchi | 23 de enero de 2017          | 23 de enero de 2017         | 1    | Adaptación del manga escrito e ilustrado por Kenya Suzuki.                                  |               |
| 2023 | Yahari Ore no Seishun Love Come wa Machigatteiru. Kan: Dakara, Shishunki wa Owarazu ni, Seishun wa Tsuzuiteiku. | Shōta Imai          | 27 de abril de 2023          | 27 de abril de 2023         | 1    | Adaptación de la novela ligera escrita por Wataru Watari e ilustrada por Ponkan8.           |               |

#### Colaboraciones
- Ghost in the Shell: Stand Alone Complex (animación intermedia) (2002)
- Immoral Sisters 2 (producción de sonido) (2003)
- Da Capo (cooperación con la animación) (2003)
- Growlanser IV (obra) (2003)
- School Rumble Nigakki (animación intermedia) (2004)
- Honey and Clover (acabado digital) (2005)
- Trinity Blood (acabado en la animación) (2005)
- Strawberry Marshmallow (animación intermedia, paint) (2005)
- Ginban Kaleidoscope (animación intermedia) (2005)
- Karin (animación intermedia) (2005)
- Honey and Clover II (animación intermedia) (2006)
- Coyote Ragtime Show (animación intermedia) (2006)